# Juri Harzula
Juri Harzula (ukrainisch Юрій Гарцула) ist ein ehemaliger ukrainischer Naturbahnrodler. Er startete im Einsitzer und im Doppelsitzer und nahm von 2002 bis 2006 an Weltcuprennen sowie an Welt- und Europameisterschaften teil.

## Karriere
Juri Harzula nahm in der Saison 2001/2002 erstmals an Weltcuprennen im Einsitzer teil. Er startete in den letzten drei der sechs Rennen, erzielte als bestes Resultat den 26. Platz bei seinem Debüt in Umhausen und wurde 42. im Gesamtweltcup, punktegleich mit dem Deutschen Rudolf Schwarz. Anschließend startete er bei der Europameisterschaft 2002 in Frantschach-Sankt Gertraud und der Juniorenweltmeisterschaft in Gsies, wo er als 39. bzw. 32. jeweils Viertletzter wurde. Im Winter 2002/2003 nahm Harzula an vier der sechs Weltcuprennen teil und wieder war ein 26. Platz, diesmal in Kindberg, sein bestes Resultat. Im Gesamtweltcup konnte er sich mit insgesamt drei Top-30-Ergebnisse auf Rang 31 verbessern und war damit zum ersten Mal der bestplatzierte Ukrainer, was ihm auch in den nächsten beiden Jahren gelang. Am Ende dieses Winters bestritt er zusammen mit Roksolana Byljakowska auch sein erstes Weltcuprennen im Doppelsitzer, erzielte aber nur den zwölften und letzten Platz. Bei der Weltmeisterschaft 2003 in Železniki kam er nicht an seine Weltcupresultate heran und belegte nur den 41. Platz, auch bei der Junioreneuropameisterschaft in Kreuth platzierte er sich als 37. nur im Schlussfeld.
Die Saison 2003/2004 wurde zu Harzulas erfolgreichster im Weltcup. Er fuhr in allen vier Rennen, an denen er teilnahm, unter die schnellsten 30 und erreichte mit Platz 18 in Moskau sein bestes Weltcupresultat. Allerdings war das Starterfeld in diesem Rennen sehr klein und Hartsulas 18. Platz war zugleich der Letzte. Beim Finale in Aurach ließ er als 24. hingegen zehn Rodler hinter sich. Im Gesamtweltcup konnte er sich auf Rang 25 steigern und erreichte damit sein bestes Gesamtergebnis. Im Doppelsitzer nahm er in diesem Winter wieder nur an einem Weltcuprennen teil. Er startete gemeinsam mit Anatoli Hurin, der auch auf der Kunstbahn aktiv war, in Moskau, erzielte als Achter aber erneut nur den letzten Platz. Bei der Europameisterschaft 2004 kam Harzula unter 46 gestarteten Rodlern auf Platz 40 im Einsitzer. Bei der Juniorenweltmeisterschaft 2004 in Kindberg ging er nur im Doppelsitzer mit Hurin an den Start, fiel jedoch aus.
In der Weltcupsaison 2004/2005 konnte Juri Harzula nicht ganz an seine Vorjahresergebnisse anschließen. Er fuhr zwar in drei Rennen unter die schnellsten 30 und erreichte als bestes Resultat einen 26. Platz in Unterammergau, fiel im Gesamtweltcup jedoch um zehn Plätze auf Rang 35 zurück. Im Doppelsitzer bestritt er in diesem Winter vier Weltcuprennen mit Jewhen Prysjaschnjuk. Nachdem sie in ihrem ersten Rennen in Unterammergau einen Ausfall erlitten, kamen sie in den weiteren drei Rennen nur als Letzte ins Ziel, belegten im Gesamtweltcup aber dennoch den 12. Platz von insgesamt 19 Doppelsitzerpaaren, die in diesem Winter Weltcuppunkte gewannen. Bei der Weltmeisterschaft 2005 in Latsch startete er nur im Einsitzer und wurde 39. In seiner letzten Saison 2005/2006 nahm Juri Harzula wie die gesamte ukrainische Mannschaft nur an den ersten drei Weltcuprennen teil. Im Einsitzer war sein bestes Ergebnis der 30. Platz im Auftaktrennen in Longiarü, im Gesamtweltcup belegte er Rang 38. Im Doppelsitzer startete er wieder zusammen mit Jewhen Prysjaschnjuk. Sie erzielten als Letzte bzw. Vorletzte zwei zehnte und einen 13. Platz und wurden im Gesamtweltcup Zehnte. Seinen letzten internationalen Auftritt hatte Juri Harzula bei der Europameisterschaft 2006 in Umhausen. Dort kam er im Einsitzer als 32. und im Doppelsitzer mit Jewhen Prysjaschnjuk als 13. ins Ziel.

## Sportliche Erfolge

### Weltmeisterschaften
- Železniki 2003: 41. Einsitzer
- Latsch 2005: 39. Einsitzer

### Europameisterschaften
- Frantschach 2002: 39. Einsitzer
- Hüttau 2004: 40. Einsitzer
- Umhausen 2006: 32. Einsitzer, 13. Doppelsitzer (mit Jewhen Prysjaschnjuk)

### Juniorenweltmeisterschaften
- Gsies 2002: 32. Einsitzer

### Junioreneuropameisterschaften
- Kreuth 2003: 37. Einsitzer

### Weltcup
- Einmal unter den besten 25 im Einsitzer-Gesamtweltcup
- Einmal unter den besten zehn im Doppelsitzer-Gesamtweltcup
- Drei Top-25-Platzierungen in Einsitzer-Weltcuprennen
- Drei Top-10-Platzierungen in Doppelsitzer-Weltcuprennen